# 特捜最前線のエピソード一覧 (第329話 - 第435話)
特捜最前線のエピソード一覧（とくそうさいぜんせんのエピソードいちらん）は全国テレビ朝日系列で放送された『特捜最前線』の放送タイトルを綴ったものである。本項目では全509話のうち、1983年9月14日から1985年10月2日まで放送された第329話から第435話までを記述する。
前後の放送分は下記のページを参照のこと。
- 特捜最前線のエピソード一覧 (第1話 - 第104話)
- 特捜最前線のエピソード一覧 (第105話 - 第216話)
- 特捜最前線のエピソード一覧 (第217話 - 第328話)
- 特捜最前線のエピソード一覧 (第436話 - 第509話)

| 話数 | 放送日         | サブタイトル                        | 脚本       | 監督       | ゲスト | 備考 |
| ---- | -------------- | ----------------------------------- | ---------- | ---------- | --- | --- |
| 329  | 1983年 9月14日 | 父と娘のしあわせ方程式!             | 塙五郎     | 藤井邦夫   | 有安多圭子、西川明、城山美佳子、町田幸夫、泉福之助、徳田雅之、市原まい子、庄司顕仁、久慈英朗、藤田和美、大井聡｜森大河、久保田民絵｜木村理恵｜五木田武信、中江真司(ナレーター)、高瀬将嗣(技斗)／日本農林ヘリコプター(協賛)                                                                         | OP・ED変更。 |
| 330  | 9月21日        | 佐世保の女!                         | 竹山洋     | 天野利彦   | 松本留美｜南城竜也｜丸岡奨詞、梅原正樹、紅理子｜進藤幸、永谷悟一、滝田博司｜岡幸次郎、中尾繁、五野上力、工藤聖一｜植木一臣、柑子木浩徳、松尾和利、黒江昭治、岡都慈子｜五木田武信、中江真司(ナレーター)、高瀬将嗣(技斗)                                                                             | 協力:東亜国内航空、九十九島観光ホテル、させぼ共立自動車学校、長崎日産自動車、西肥バス、松幸陶芸、佐世保重工業                                   |
| 331  | 9月28日        | 小さな紙吹雪の叫び!                 | 佐藤五月   | 野田幸男   | 加納みゆき、岡幸恵｜相馬剛三、翠潤子、水橋和夫、宮沢元、竹内靖、福岡康裕、飯塚俊太郎、白井達始、川村万梨阿｜穂高稔、福岡正剛｜久富惟晴｜五木田武信、中江真司(ナレーター)、高瀬将嗣(技斗) | |
| 332  | 10月5日        | 殺人実写フィルムの女達!             | 峯尾基三   | 天野利彦   | 石田信之｜大江徹、水木薫、小寺大介、吉田太門、後藤修、小池和子、田中康子、宮脇志都、今野亜紀、黒田蕃、大島あみ、竹田恵利子、松本美佐代｜五木田武信、中江真司(ナレーター)、高瀬将嗣(技斗) | |
| 333  | 10月12日       | 一円玉の詩!                         | 大川タケシ | 山口和彦   | 稲葉義男｜好井ひとみ、根岸一正｜江幡高志、佐々木敏、谷本小代子｜戸川暁子、成田次穂、大山豊｜松尾文人、佐川二郎、小山柳子、中山ひろみ｜原田充成、石川早百合、倉持光枝、手塚俊介、馬場泰衣｜新橋耐子、北條清嗣｜睦五郎｜五木田武信、中江真司(ナレーター)、高瀬将嗣(技斗)                             | |
| 334  | 10月19日       | 東京犯罪ガイド!                     | 塙五郎     | 辻理       | 友里千賀子｜新井康弘、ひし美ゆり子｜名川貞郎、逗子とんぼ、斉藤英雄｜永谷悟一、木田愛子、小笠原東一郎｜高松英郎｜五木田武信、中江真司(ナレーター)、高瀬将嗣(技斗) | 協力:帝産観光バス株式会社 |
| 335  | 10月26日       | 愛人バンクの女!                     | 阿井文甁   | 野田幸男   | 長谷川哲夫｜丸山秀美、飛鳥裕子、永井玄哉、山本武、夏木章、宮寺康生、小甲登枝恵、徳田雅之、森美春、久慈英朗、岡智恵子、小野寺尊子、瀬木一将、影山清司、巽悟郎、鈴木佐智子、佐藤美鈴｜和崎俊哉｜五木田武信、中江真司(ナレーター)、高瀬将嗣(技斗)                                                     | |
| 336  | 11月2日        | 緑色の爪の娘たち!                   | 佐藤五月   | 宮越澄     | 栗田陽子｜鹿又裕司、石田和彦、滝川潤、津路清子、宍倉るみ、菊地太、岡幸次郎、福岡康裕、竹内蛍子、三上博子、浜脇博文、大島和子｜人見きよし、幸田宗丸｜八木昌子｜牟田悌三｜五木田武信、中江真司(ナレーター)、高瀬将嗣(技斗)                                                                           | |
| 337  | 11月9日        | 哀歌をうたう女!                     | 竹山洋     | 藤井邦夫   | 岡本舞｜井原千寿子、三上剛仙、鈴木志郎、高杉哲平、稲川善一、小池幸次、大川万裕子、伊尾正子、木村修、若林哲行、荒瀬寛樹、高村和栄、小山昌幸、ふくしまとしえ、久慈英朗、山形紳也、皆川衆、伊東みゆき、村野浩一、長谷川奈穂｜椎名健治｜五木田武信、中江真司(ナレーター)、高瀬将嗣(技斗)               | |
| 338  | 11月16日       | 午前0時30分の証言者!                | 押川国秋   | 天野利彦   | 粟津號｜篠塚勝、時本和也｜島村美妃、小倉雄三、千葉裕子｜早田文次、池上明治、八百原寿子｜佐藤仁哉、寺島達夫｜三田登喜子、加藤和夫｜山口果林｜五木田武信、中江真司(ナレーター)、高瀬将嗣(技斗) | |
| 339  | 11月23日       | 愛を裏切った女!                     | 藤井邦夫   | 山口和彦   | 結城しのぶ｜重田尚彦、岸井あや子、朝倉洋子、横山桂子、根間勇次｜鶴賀二郎、西尾三枝子｜深水三章｜五木田武信、中江真司(ナレーター)、高瀬将嗣(技斗) | |
| 340  | 11月30日       | 老刑事・96時間の追跡!               | 大野武雄   | 野田幸男   | 磯村健治、貴倉良子、梅原正樹、中島元、清嶋智子、成田次穂、畑中猛、団巌、福岡康裕、小野沢智子、大櫃和行、島田礼子｜露原千草、外野村晋｜小野武彦｜五木田武信、中江真司(ナレーター)、高瀬将嗣(技斗)                                                                                                   | |
| 341  | 12月7日        | 殺人マラソンコース!                 | 佐藤五月   | 天野利彦   | 葉山良二｜山内絵美子、宗近晴見、ビートきよし、岸野一彦、永谷悟一、大館光信、三上祐之｜斉藤真｜五木田武信、中江真司(ナレーター)、高瀬将嗣(技斗) | |
| 342  | 12月14日       | 離婚届を持つ刑事!                   | 塙五郎     | 宮越澄     | 根本律子｜沢井孝子、石垣恵三郎、大矢兼臣、山本武、江藤漢、佐々森勇二、宮脇志都、みかめ奈々、小林さとみ、今野亜紀、大井聡｜本郷直樹｜木村理恵｜五代高之｜五木田武信、中江真司(ナレーター)、高瀬将嗣(技斗)                                                                                           | 早見刑事加入。 |
| 343  | 12月21日       | 汚職官僚の妻!                       | 阿井文甁   | 宮越澄     | 五代高之｜堀川まゆみ、中真千子、永井玄哉、柄沢英二、斉藤英雄、加地健太郎、菊地太、鎌田功、目黒潔、江田平八郎、庄司真一、池内ユミ、飯沼司郎、目時晴美、古澤悟｜庄司永建、岩城力也｜加納竜｜五木田武信、中江真司(ナレーター)、高瀬将嗣(技斗)                                                         | |
| 344  | 12月28日       | 幻の父・幻の子!                     | 宮下潤一   | 辻理       | 坂上忍｜鹿又裕司、豊原功補｜篠原大作、神谷政浩、久地明｜泉福之助、ふくしまとしえ、金谷広志、木村栄一｜五代高之｜白石奈緒美｜根上淳｜五木田武信、中江真司(ナレーター)、高瀬将嗣(技斗)／ルナ憲一(演奏)                                                                                               | |
| 345  | 1984年1月4日   | 新春 窓際警視の子守歌!              | 長坂秀佳   | 天野利彦   | 五代高之｜伊藤めぐみ｜簗正昭、北条清嗣｜山下大輔、久遠利三、井上三千男、稲川善一｜谷本小夜子、山岡八高、池上明治、高村和栄｜村木勲、川又康正、福岡康裕、佐々森勇二｜樋浦勉｜長門裕之｜五木田武信、中江真司(ナレーター)、高瀬将嗣(技斗)／日本農林ヘリコプター(協賛)                                 | |
| 346  | 1月11日        | 新春II 窓際警視の大逆転!            | 長坂秀佳   | 天野利彦   | 五代高之｜伊藤めぐみ｜簗正昭、北条清嗣｜小笠原弘、山下大輔、中島元｜山岡八高、福岡康裕、佐々森勇二｜綾城明、熊谷雄二、大村一郎｜樋浦勉｜長門裕之｜五木田武信、中江真司(ナレーター)、高瀬将嗣(技斗)／日本農林ヘリコプター(協賛)                                                                     | |
| 347  | 1月18日        | 暗闇へのテレフォンコール!           | 長坂秀佳   | 藤井邦夫   | 五代高之｜沢田和美、高橋ひとみ、青木俊朗、前村麻由美、宮寺康生、伊藤慶子、福岡康裕、白井達始｜下條正巳｜五木田武信、中江真司(ナレーター)、高瀬将嗣(技斗) | |
| 348  | 1月25日        | 爆破0秒前のコンピュータゲーム!      | 長坂秀佳   | 松尾昭典   | 五代高之｜長尾深雪、長谷川誉、佐藤直洋、小玉勝一、橋本菊子、伊藤慶子、小山昌幸、大櫃和行、佐藤正文｜細川俊夫｜五木田武信、中江真司(ナレーター)、高瀬将嗣(技斗) | 早見刑事、 最終出演。 |
| 349  | 2月1日         | ギリシャから来た女!                 | 阿井文甁   | 宮越澄     | 泉晶子｜入江正徳、グレーン・ブース、松波志保、スービヤナオミ・ブース、小島敏彦、菊地太、荒瀬寛樹｜工藤明子、平泉成｜五木田武信、中江真司(ナレーター)、高瀬将嗣(技斗) | |
| 350  | 2月8日         | 殺人トリックの女!                   | 長坂秀佳   | 山口和彦   | 白川由美｜池田鴻｜池田道枝、河合絃司、森朝子｜小野沢智子、中村孝幸、片桐順一郎、永野左武良｜柳川慶子｜五木田武信、中江真司(ナレーター)、高瀬将嗣(技斗)／日本農林ヘリコプター(協賛) | 監修:東京歯科大学教授・鈴木和男 協力:芦田淳(特別衣裳デザイン)、オサダの歯科機械                                                                 |
| 351  | 2月15日        | 津上刑事の遺言!                     | 長坂秀佳   | 天野利彦   | 荒木茂｜立枝歩｜秋津万里子、谷村隆之、三遊亭遊三｜山本緑、岸本功、小池和子、粟野竜二｜浜田晃、三田登喜子｜桜木健一｜西田敏行(特別出演)｜五木田武信、中江真司(ナレーター)、高瀬将嗣(技斗) | 350回記念作品。 挿入歌「いい日旅立ち」(山口百恵)                                                                                                |
| 352  | 2月22日        | レイプ・紅い靴の女!                 | 佐藤五月   | 辻理       | 松川ナミ、清家栄一｜伊藤高、宗近晴見、草薙良一｜武内文平、佐々木敏、梅原正樹、相原巨典｜たうみあきこ、山田博行、荒井祐次、佐々森勇二、五味正雄、関口雅一｜守屋俊志、伴直弥｜内田稔｜五木田武信、中江真司(ナレーター)、高瀬将嗣(技斗)                                                               | |
| 353  | 2月29日        | 特別病棟の女!                       | 宮下隼一   | 藤井邦夫   | 黒田福美｜大谷朗、高林幸兵、ディック・ネベヤス、保科三良、相馬剛三、若尾義昭、村上幹夫、山本武、野川ひとみ、石井茂樹、山浦栄、池上明治、内田修司、山河連滉、飯塚俊太郎、今野ユリア、永井秀夫、遠藤喜代子｜野口ふみえ、外野村晋｜須藤健、村松克己｜五木田武信、中江真司(ナレーター)、高瀬将嗣(技斗) | |
| 354  | 3月7日         | 証言台の女秘書!                     | 石松愛弘   | 村山新治   | 范文雀｜宮本宗明、朝倉陽子｜平野稔、鈴木泰明、本庄和子｜大館光信、久慈英朗、浅見正、金子早苗、外間啓子｜小笠原東一郎、近藤克明、三上祐之、瀬木一将、井沢清秀｜草薙幸二郎｜佐原健二｜五木田武信、中江真司(ナレーター)、高瀬将嗣(技斗)                                                               | |
| 355  | 3月14日        | トルコ嬢のしあわせ芝居!             | 石松愛弘   | 宮越澄     | 柳沢慎吾｜大塚良重、佳村萌｜吉沢健、石田和彦、宍倉るみ｜西川敬三郎、八木隆、植村由美、鶴岡修｜木田愛子、岡幸次郎、滝田博司、みかめ奈々、中林由利子｜朝倉陽子、ルナ憲一、太刀川寛 | CS再放送でお蔵入り。 |
| 356  | 3月21日        | ある主婦の殺意!                     | 石松愛弘   | 天野利彦   | 池波志乃｜井上高志、山西道広、加地健太郎、小甲登枝恵、八百原寿子、中林由利子、橋本芳美、松本啓子、槇浩、佐々木弥生｜広瀬昌助、朝倉陽子｜五木田武信、中江真司(ナレーター)、高瀬将嗣(技斗) | |
| 357  | 3月28日        | OL・疑惑の完全犯罪!                 | 石松愛弘   | 山口和彦   | 増田恵子｜田島真吾、朝倉陽子｜中真千子、三上剛仙、伊尾正子、町田幸夫｜白坂紀子、立花愛子、中林由利子、後藤智穂｜西沢利明｜ジョニー・大倉｜五木田武信、中江真司(ナレーター)、高瀬将嗣(技斗) | |
| 358  | 4月4日         | 単身赴任殺人事件!                   | 佐藤五月   | 藤井邦夫   | 小林稔侍、岡本麗、高田大三、稲田幸岐、高瀬夏子、里木佐甫良、菊地太、深谷みさお、福岡康裕、鎌田功、加藤和恵、南祐輔｜岡崎二朗 | |
| 359  | 4月11日        | 哀・弾丸・愛 7人の刑事たち          | 塙五郎     | 辻理       | 加藤武｜中西良太、芦川よしみ｜入江正徳、宮内順子、永井玄哉、石垣守一、今西正男、上野綾子、関川慎二、みき進太、島村美妃、満山恵子、村木勲、横山桂子、竹田恵利子、直嶋由有子、大井聡｜北村総一朗、本山可久子｜木村理恵｜御木本伸介                                                                   | 7周年記念作品。 |
| 360  | 4月18日        | 哀・弾丸・愛II 7人の刑事たち        | 塙五郎     | 辻理       | 加藤武｜中西良太、芦川よしみ｜入江正徳、宮内順子、川口啓司、石垣守一｜上野綾子、小倉雄三、谷本小夜子、高杉哲平、大矢兼臣｜ふくしまとしえ、吉田照義、片桐尚三郎、直嶋由有子、市川浩、大井聡｜北村総一朗、本山可久子｜木村理恵｜御木本伸介                                                           | 7周年記念作品。 |
| 361  | 4月25日        | 疑惑 警察犬イカロスの誘拐!          | 長坂秀佳   | 天野利彦   | 松原千明｜金子研三、赤石富和｜村野博子、大館光信、内田修司、山田光一、泉福之助｜外山高士｜宮内洋 | 7周年記念作品。 |
| 362  | 5月2日         | 疑惑II 女捜査官の追跡!              | 長坂秀佳   | 天野利彦   | 松原千明｜長谷川初範、剣持伴紀｜戸川暁子、夏木章、大館光信｜佐川二郎、内田修司、熊沢一美｜外山高士｜宮内洋 | 7周年記念作品。 |
| 363  | 5月9日         | 獄中からのラブレター!               | 峯尾基三   | 村山新治   | 片桐竜次｜加藤善博、黒川明子、紅理子、仲塚康介、木村修、町田政則、三上博子、宮脇志都｜穂高稔、大木史郎 | |
| 364  | 5月16日        | 誘拐・天使の身代金!                 | 宮下隼一   | 宮越澄     | 高樹澪｜新山真弓、宇佐美眉、梅原正樹、黒木優美、親泊良子、五十嵐公二、大原真理子、瀬木一将、白井達始、藤谷文子、住吉真沙樹、桑江志麻子、中野秀人、国吉加代子、赤木ゆりさ、宮城恵子、辺土名一茶、井深紫緒里｜小瀬格、原口剛                                                                         | |
| 365  | 5月23日        | 沖縄ラブストーリー!                 | 佐藤五月   | 藤井邦夫   | 岡本舞｜青木俊朗、木下末吉、深谷隆、岩本尚子、佐々木敏、五十嵐公二、石井茂樹、三浦憲、藤谷文子、小池和子、金子早苗、石原真理、米須清光、吉田君枝、栗田ゆかり｜小瀬格、青木和子｜貞永敏 | |
| 366  | 5月30日        | 44,000人の標的!                     | 藤井邦夫   | 宮越澄     | 鹿内孝｜竹内蛍子、山崎猛、水木薫、庄司三郎、小寺大介、荒瀬寛樹、徳田雅之、戸塚孝、森岡隆見、小林荘、高山広士、白井達始、高橋正昭、菊川予市、永野明彦、鶴野晃弘、横内直人 | |
| 367  | 6月6日         | 六本木ラストダンス!                 | 佐藤五月   | 辻理       | 広田玲央名｜南城竜也、熊谷俊哉、大場順、佐古雅誉、藤井洋八、久遠利三、逗子とんぼ、金子勝美、菊地太、五十嵐美鈴、ラセム・ワハブ、中林由利子、萩原好峰、福山美津子、金井見稚子、西村京子、山中奈奈｜藤木孝                                                                                           | |
| 368  | 6月13日        | 野鳥団地の女!                       | 藤井邦夫   | 天野利彦   | 島村佳江｜立花房子、梅原正樹、小山武宏、吉永慶、原田千枝子、高杉哲平、福岡康裕、佐々森勇二、近藤克明｜大出俊 | |
| 369  | 6月20日        | 兜町・コンピューターよ、演歌を歌え! | 阿井文瓶   | 藤井邦夫   | 片桐夕子｜坂本あきら、久地明、八木隆、大山豊、山田光一、丸山昭夫、宮寺康生、きくち英一、館野玲、大家博、小山柳子、福岡康裕、舟久保信之、片桐尚美｜稲垣隆史、原田樹世土 | |
| 370  | 6月27日        | 隅田川慕情!                         | 塙五郎     | 辻理       | 小林聡美｜美木良介｜和沢昌治、西川敬三郎、谷本小代子、高瀬夏子｜大下真司、伊藤慶子、小甲登枝恵、中平良夫｜平井一幸、大友香、宇乃壬麻、吉田照義｜谷村昌彦 | |
| 371  | 7月4日         | 7月の青春レクイエム!                | 亜槍文代   | 野田幸男   | 浅沼友紀子｜松本ちえこ｜草見潤平、若井俊治｜里木佐甫良、俵一、幸田直子｜池上明治、増田再起、横山桂子｜今井和子 | 挿入歌「Tの青春」(佐々木幸男) |
| 372  | 7月11日        | 老刑事スニーカーを履く!             | 押川国秋   | 天野利彦   | 大坂志郎｜三浦真弓、剛たつひと、平野稔、たうみあきこ、相原巨典、門谷美佐、金子勝美、島村美妃、木内マキ、大原真理子、宮脇志都｜北原義郎 | |
| 373  | 7月18日        | 呪われた死者の呼ぶ声!               | 佐藤五月   | 松尾昭典   | 日野道夫｜桑原大輔、高原陽子、下川江那、村上幹夫、若尾義昭、竹内靖、日野みどり、小池和子、山浦栄、福島歳恵、久慈英朗、山本なつ子、平映子｜立川光貴 | |
| 374  | 7月25日        | 真夜中の殺人エレベーター!           | 藤井邦夫   | 天野利彦   | 平淑恵｜沖田さとし、寺田路恵、立花愛子、大矢兼臣、水橋和夫、久木念、佐川二郎、福岡康裕、菊地太、鎌田功、小山昌幸、中林由利子、高山広士、白井達始｜小笠原良智 | |
| 375  | 8月1日         | 恐怖のプールサイド!                 | 宮下隼一   | 野田幸男   | 萩原佐代子｜瑳川裕子｜大江徹、梅原正樹｜八百原寿子、金子早苗、阿部直美、片桐順一郎、鈴木健之｜野上祐二 | 野球放送延長のため放送開始が遅れる |
| 376  | 8月8日         | 警官汚職地図!                       | 藤井邦夫   | 松尾昭典   | 新田昌玄｜福田健次、古田正志、花上晃、宮沢元、高山千草、新井今日子、金田拓三、木村恵子、井上敦子、矢葺義一｜大谷朗、姫ゆり子｜唐沢民賢、伊達三郎｜仲谷昇 | |
| 377  | 8月15日        | 住宅街の殺人ゲーム!                 | 佐藤五月   | 宮越澄     | 長谷川哲夫｜吉野由樹子、鹿又裕司、池田光隆、戸川暁子、鈴木泰明、北見青子、高師美雪、村松美枝子、三浦憲、江田平八郎、久慈英朗｜中田博久、小沢象｜下元勉 | |
| 378  | 8月22日        | レイプ・妻に捧げる完全犯罪!         | 池田雄一   | 辻理       | 井原千寿子｜時本和也、梅原正樹、山崎猛、里見和香、今野恵子、松尾文人、小甲登枝恵、木村修、金子早苗｜西川明 | |
| 379  | 8月29日        | 螢の女・望郷のまつりうた!           | 宮下隼一   | 天野利彦   | 城戸真亜子｜河合絃司、中島元、山本緑、永谷悟一、内田修司、向坂宏、菅原政幸、戸浪忠俊、藤谷文子、矢野博勝、渡部真由美、渡部会理、大木戸ひろし｜稲垣昭三、遠藤征慈 | |
| 380  | 9月5日         | 老刑事・対決の72時間!               | 塙五郎     | 天野利彦   | 蟹江敬三｜今出川西紀｜鈴木正幸、翠準子｜桧山愛子、片桐尚美｜金井大｜藤岡重慶 | |
| 381  | 9月12日        | スクープ・真夜中の証言者!           | 藤井邦夫   | 辻理       | 野口五郎｜松本真季、竹本純平、西川敬三郎、館かずき、菊地太、岡幸次郎、石川武士、泉福之助、福岡康裕、佐々森勇二、瀬木一将、大櫃和行、村木勲、伊東聰｜小鹿番、中真千子｜守屋俊志、鶴賀二郎 | |
| 382  | 9月19日        | 殺意が配達された朝!                 | 竹山洋     | 松尾昭典   | 長谷川誉、武藤大助｜深見博、森章二、若林哲行｜梅原正樹、水木薫、高杉哲平、山田光一、三上博子、長谷川光一｜近藤秀樹、今井道範、高橋尊治｜望月太郎、有田麻里｜茅島成美 | |
| 383  | 9月26日        | 崩壊家族のラストタンゴ!             | 塙五郎     | 藤井邦夫   | 二戸義則｜寺島まゆみ｜此島愛子、林孝一、武内文平｜田中洋介、村上幹夫、五野上力、小池和子｜金子早苗、松下昌司、荒井祐次、富永麻季子、田吹ひとみ｜北見敏之、中島葵｜梅野泰靖 | |
| 384  | 10月3日        | 偽装結婚・マトリョーシカを持つ女!   | 大野武雄   | 天野利彦   | 坪田直子、黒川恭佑、相馬剛三、名川貞郎、夏木章、伊東あつ子、山浦栄、佐川二郎、荒瀬寛樹、三浦憲、山形政彦、大石源吾、久慈英朗、中林由利子、速水悠乃、横山桂子、白井達始、三上祐｜石山律雄、太田あや子｜伊東達広                                                                                     | |
| 385  | 10月10日       | 新幹線出張殺人!                     | 佐藤五月   | 辻理       | 黛ジュン｜八代隆、佐々木敏、進藤幸、菊地太、団巌、真田五郎、宮本由記子、伊尾正子、福岡康裕、森朝子、大館光信、鎌田功、竹田恵利子、司愛子｜増田順司、里木佐甫良｜小野川公三郎 | |
| 386  | 10月17日       | OL・疑惑の失踪事件!                 | 押川国秋   | 宮越澄     | 園みどり、森村陽子、七瀬けい子、五月晴子、川原田新一、星野浩司、金谷広志、小倉雄三、岸野一彦、町田幸夫、金房求 | |
| 387  | 10月24日       | 命の炎を燃やせ!                     | 藤井邦夫   | 辻理       | 美池真理子、広瀬昌助、梅原正樹、伊藤正博、若尾義昭、篠田薫、野川ひとみ、加藤真一、福島歳恵、村上一男、中島義実、伊藤泰子｜簗正昭、入江正徳｜御木本伸介 | |
| 388  | 10月31日       | 老刑事と5号室の女!                  | 佐藤五月   | 天野利彦   | 蜷川有紀｜桜井克明、戸川暁子、田中城幸、伊藤慶子、小甲登枝恵、佐川二郎、三浦憲、三上ひろ子、山本直子、倉橋順子｜戸部夕子、富田浩太郎 | |
| 389  | 11月7日        | さらば、海の老兵!                   | 宮下隼一   | 野田幸男   | 田村高廣｜保積ペペ、芦川誠、梅原正樹、寺戸千恵美、鈴木慎平、金子勝美、舟久保信之、小沢雅子、吉田太門、高山広士｜永井玄哉、大木史郎｜市川好朗、野口ふみえ | |
| 390  | 11月14日       | 判決・愛が裁かれるとき!             | 阿井文瓶   | 辻理       | 西沢利明、森田理恵、高林幸兵、沢近恵子、日高久美子、相沢治夫、相原巨典、久遠利三、草野裕、山田光一、宮寺康生、五十嵐五十鈴、中平良夫、三原世司奈、きくち英一、後藤哲夫、村木勲｜加藤和夫、北村昌子｜安部徹                                                                                         | |
| 391  | 11月21日       | 遺留品ナンバー4号の謎!              | 塙五郎     | 宮越澄     | 風祭ゆき｜出光元、近藤光子、木田三千雄、岩城力也、木田愛子、新海丈夫、木村修、岡幸次郎、小沢春美、姿鐵太朗、徳田雅之｜北條清嗣 | |
| 392  | 11月28日       | 幼児誘拐・5年目の再会!              | 広井由美子 | 天野利彦   | 藤木悠｜鷹尾秀敏、一柳みる、市川靖子、泉よし子、藤田哲也、永谷悟一、泉福之助、村松美枝子、五野上力、竹内靖、佐々森勇二、大櫃和行、仙田麻子 | |
| 393  | 12月5日        | オレンジ色の傘の女!                 | 藤井邦夫   | 松尾昭典   | 中村れい子｜丹波義隆、藤田宗久、大谷一夫、森章二、福岡正剛、五十嵐美恵子、三川雄三、高瀬佳子、八百原寿子、高村和栄、内田修司、山中康司、市川勉、今野亜紀、松本美佐代｜穂高稔、小沢寿美恵 | |
| 394  | 12月12日       | レイプ・白いハンカチの秘密!         | 佐藤五月   | 辻理       | 麻丘めぐみ｜立石凉子、佐々木敏、大矢兼臣、山本緑、夏木章、本城裕、春名登代子、斉藤吏絵子｜田武謙三｜山口果林 | |
| 395  | 12月19日       | 雨の中に消えた女!                   | 押川国秋   | 宮越澄     | 山口美也子｜小宮健吾、沢井孝子、梅原正樹、武内文平、田辺洋、宮田光、小笠原まりこ、大家博、荒瀬寛樹、高山広士、小林佑子、和田奈緒子 | |
| 396  | 12月26日       | 万引少女の告白!                     | 阿井文瓶   | 天野利彦   | 甲斐智枝美｜小山武宏、立花愛子、野村昇史、篠原大作、本庄和子、福島歳恵、大石源吾、加藤真一、宮脇志都、石田沙織、高柳孝雄、山上隆｜白石奈緒美、佐原健二 | |
| 397  | 1985年 1月9日  | 銃弾・神代課長撃たれる!             | 長坂秀佳   | 辻理       | 渡辺裕之｜大谷朗、テリー・オブライン｜江藤漢、池上明治、津路清子｜森朝子、マリヤ・フェルナンデス、泉福之助、瀬木一将｜神田隆 | 的場刑事加入。 協力:富士通株式会社 |
| 398  | 1月16日        | 摂氏1350度の殺人風景!               | 長坂秀佳   | 松尾昭典   | 渡辺裕之｜久保田民絵、西坂和子、進藤幸、高山千草、五野上力、白井達始、福地竜二、門根雅美、佐藤央望｜伊沢一郎、入江正徳｜河原崎建三｜織本順吉 | |
| 399  | 1月23日        | 少女・ある愛を探す旅!               | 長坂秀佳   | 天野利彦   | 渡辺裕之｜原陽子｜遠藤征慈、岡本瑞恵、近藤準｜玉村駿太郎、露原千草、たうみあきこ、五十嵐美恵子｜谷本小代子、伊藤慶子、弥永和子、松尾文人、高野幸一｜橘家圓蔵 | |
| 400  | 1月30日        | 父と子のエレジー!                   | 長坂秀佳   | 天野利彦   | 渡辺裕之｜高樹沙耶｜飯沼慧、江幡高志｜江成早百合、会田由来｜土屋嘉男｜根上淳 | 的場刑事、特命課を退任。 |
| 401  | 2月6日         | 盲導犬バロン号の追跡!               | 広井由美子 | 辻理       | 三原じゅん子｜清家栄一、山本直子、梅原正樹、外野村晋、名川貞郎、鎌田功、速水悠乃、加藤真一、岡智恵子、横山桂子、内田智子、阿部直美、井上敦子、新井小百合 | |
| 402  | 2月13日        | 雪明りの証言者!                     | 藤井邦夫   | 辻理       | 左時枝｜山口嘉三、小池雄介、小瀬朗、林孝一、越川学、西川敬三郎、鎌田功、井沢清秀｜三角八朗 | |
| 403  | 2月20日        | 死体番号6001のミステリー!           | 塙五郎     | 天野利彦   | 内藤武敏｜伊東達広｜山本廉、千葉裕子、遠藤憲一｜中島元、久遠利三、神山寛、宮沢元｜高杉哲平、池田道枝、小池幸次、山田博行｜木村修、平井一幸、小田健八、泉福之助｜佐々森勇二、長江洋平、椎名桜子、大櫃和行                                                                                           | |
| 404  | 2月27日        | 殺意をよぶダイヤルナンバー!         | 藤井邦夫   | 三ツ村鐵治 | 榊原るみ｜伊藤高、中村好男、相馬剛三、丸岡奨嗣、翠準子、富田晋寛、山田光一、舟久保信之、内田修司、笠井美江 | |
| 405  | 3月6日         | 浅草の老警官・7分間の嘘!            | 佐藤五月   | 宮越澄     | 牟田悌三｜田坂都、幸田宗丸、峰祐介、松浪志保、久木念、永谷悟一、伊藤正博、大原真理子、菊地太、松下昌司、森朝子｜三田登喜子、有馬昌彦｜清水章吾、外山高士｜稲葉義男 | |
| 406  | 3月13日        | スキャンダル・スクープ!             | 藤井邦夫   | 宮越澄     | 高岡健二｜泉晶子、原田千枝子、平野稔、草野裕、きくち英一、滝川潤、岡幸次郎、福岡康裕、久慈英朗、清藤めぐみ、佐藤法義、作原利男｜大出俊 | |
| 407  | 3月20日        | 幻の女・霧のベルギー失踪事件!       | 阿井文瓶   | 辻理       | 早乙女愛｜中原由視｜ルーシー・ウェブスター、宮内順子｜岡野容子、宮田光、ラシム・ワハブ｜中康次 | |
| 408  | 3月27日        | 幻の女II・妻という名の青い鳥!       | 阿井文瓶   | 辻理       | 早乙女愛｜中原由視｜ルーシー・ウェブスター、宮内順子｜岡野容子、稲川善一、金子早苗｜中康次 | 衣裳協力:株式会社ラ・マーユ 協力:ベルギー政府観光局、オランダ政府観光局、サベナ・ベルギー航空、ベルギー日産、日産自動車ブリュッセル駐在員事務所 |
| 409  | 4月3日         | ベッドタウン殺人事件の死角!         | 宮下隼一   | 天野利彦   | 大川陽子｜小山武宏、木村翠、竹本純平、宍倉るみ、村上幹夫、夏木章、小甲登枝恵、小川真喜子、朝倉みなみ、有栖川淑子、瀬戸恵子、高村和栄、井上敦子｜今福将雄 | |
| 410  | 4月10日        | 愛子・運河の街の女!                 | 佐藤五月   | 宮越澄     | 中村明美｜津村隆、仲野裕、三重街恒二、田中洋介、板倉睦、藤野ユキ、小笠原東一郎、西沢直子、朝霧レナ、鷹取美代子｜福田公子、久米明 | |
| 411  | 4月17日        | 消えたニューナンブ38口径の謎!       | 押川国秋   | 天野利彦   | 大地康雄、三原世司奈、伊藤哲哉、西川敬三郎、依田英助、山田光一、渡辺るみ、荒瀬寛樹、徳田雅之、門平克巳｜勝部演之、姫ゆり子｜伊佐山ひろ子 | |
| 412  | 4月24日        | OL・横浜ラブストーリー!             | 藤井邦夫   | 三ツ村鐵治 | 音無真喜子｜長谷川初範、坂部文昭、市川靖子、岩城和男、柴田林太郎、太田久美、木田愛子、森篤夫、松本敏男、竹田恵利子、速水悠乃、石田沙織｜小鹿番 | |
| 413  | 5月1日         | 眠れ父よ、季節はずれの雛人形!       | 広井由美子 | 辻理       | 栗田陽子｜柄沢英二、山崎猛、梅原正樹、谷本小代子、相沢治夫、五十嵐五十鈴、福島歳恵、中村由利子、大川万裕子、大和敬、宮脇志都、佐久間まちこ、苅谷今日子、小林一夫｜小畠きぬ子｜原田樹世土 | |
| 414  | 5月8日         | 喫茶店ジャック 25時の謎!            | 藤井邦夫   | 天野利彦   | 影山仁美｜中田博久、遠藤憲一、岩城力也、翠準子、武内文平、仲野裕、斉藤絵里、大家博、寺戸千恵美、佐川二郎、黒田蕃、荒井祐次、藤谷文子、石倉圭二｜和崎俊哉 | |
| 415  | 5月15日        | 広域指定117号の女!                  | 宮下隼一   | 天野利彦   | 木村弓美｜簗正昭、堀田真三、一の瀬玲奈、梅原正樹、中島元、宮田光、たうみあきこ、石野健司、三上勝司｜睦五朗 | |
| 416  | 5月22日        | 老刑事・レジの女を張り込む!         | 塙五郎     | 北本弘     | 高橋洋子｜入江正徳、千葉裕子、小山武宏、佐竹一男、竜のり子、松本美佐代、本庄和子、山田雅子、橋本早苗、文月遊、檜山愛子｜福岡正剛、露原千草｜伊沢一郎 | |
| 417  | 5月29日        | 誘拐ルート・5時間の追跡!            | 藤井邦夫   | 宮越澄     | 出光元｜田中洋介、相馬剛三、大原真理子、永谷悟一、金子勝美、山浦栄、小甲登枝恵、内田修司、鈴木正人、高山広士、工藤彰吾、青木玲波、片山真由美｜増田順司、高木二朗｜江幡高志 | |
| 418  | 6月5日         | 少年はなぜ母を殺したか!             | 長坂秀佳   | 辻理       | 山口果林｜遠藤義徳｜林優枝、柏木隆太｜片桐順一郎、村木勲、吉田照義｜佐伯赫哉、守田比呂也｜石濱朗、関弘子｜左右田一平 | 法律監修:新井宏明法律事務所 |
| 419  | 6月12日        | 女医が挑んだ殺人ミステリー!         | 長坂秀佳   | 松尾昭典   | 白川由美｜杉江廣太郎、原ひさ子｜松浪志保、黒木優美、江藤漢、伊藤彰洋｜高山千草、内谷美佐、竹内靖、森朝子｜小沢春美、麻生美衣、熊沢一美、白井達始、石幡由紀｜深水三章 | 衣裳デザイン:芦田淳 協力:歯科機械オサダ、総合歯科医療モリタ 監修:東京歯科大学教授・鈴木和男                                                     |
| 420  | 6月19日        | 女未決囚408号の告白!                | 長坂秀佳   | 天野利彦   | 中村晃子｜久保田民絵、人見ゆかり｜友金敏雄、ひずくりみちこ、今西正男｜横山桂子、篠原早苗、西本梨乃、島田礼子｜佐々木すみ江 | |
| 421  | 6月26日        | 人妻を愛した刑事!                   | 長坂秀佳   | 辻理       | 新井春美｜立川光貴、加納みゆき｜山田光一、大下真司、菊地太、野口早苗、菅原健太郎、篠田啓子｜大林丈史 | |
| 422  | 7月3日         | 姑誘拐、ニッポン姥捨物語!           | 佐藤五月   | 宮越澄     | 初音礼子｜新山真弓、牧れい、高野光平、辰伸也、峰祐介、西川敬三郎、山本緑、和沢昌治、小寺大介、久慈英朗、大櫃和行、佐久間直子、加藤衛｜江木俊夫、辻萬長 | |
| 423  | 7月10日        | 破獄48時間・水色の傘の女!           | 藤井邦夫   | 天野利彦   | 吉野由樹子｜大沢逸美｜茂野幸子、守屋俊志｜佐々木敏、俵一、花原照子、中林由利子、三上祐、斉藤奈保、村野将史｜橋本功 | |
| 424  | 7月17日        | 渓谷に消えた女秘書!                 | 塙五郎     | 宮越澄     | ハナ肇｜伊藤幸子、冷泉公裕、湖条千秋、梅原正樹、八木隆、大矢兼臣、山田博行、津路清子、高山広士、山本直子、松下昌司、山河連滉｜田中浩、五峰加奈子｜小野武彦、新井量大 | |
| 425  | 7月24日        | あるサラリーマンの死!               | 宮下隼一   | 天野利彦   | 安井昌二｜鹿又裕司、川崎葉子、清水良英、沢柳迪子、大川万裕子、夏木章、宮寺康生、竹内靖、岸本功、岡幸次郎、寺内よりえ、平井一幸、内田修司、大西杏奈｜加藤和夫、入江正徳｜藤田宗久、花上晃 | |
| 426  | 7月31日        | 海外特派員殺人ミステリー!           | 佐藤五月   | 宮越澄     | 村田正雄｜芦川よしみ｜スティーブ・ヘルパー、テリー・オブライエン｜松井きみ江、木村翠、山崎猛｜関時雄、ウイリアム・タピア、鎌田功、藤井祥恵｜楠田薫 | |
| 427  | 8月7日         | 複数誘拐・子供たちは何処へ!         | 広井由美子 | 辻理       | 神保共子｜岡田由紀子、青木勇嗣｜松尾久美子、南一恵｜相馬剛三、梅原正樹、伊藤慶子、酒井郷博｜佐川二郎、泉福之助、久慈英朗、長谷川誉｜加藤智一、高橋美樹、伊東聡、山上隆、白石拓也｜押切英樹、松本美佐代、平井美美、越川学、田坂竜太、戸恒恵理子｜三木敏彦、林秀樹｜八木昌子                         | |
| 428  | 8月14日        | 追跡・ラブホテルの目撃者!           | 山田隆司   | 天野利彦   | 渡辺裕之｜直江喜一、田浦智之、並木信三、宿利千春、美津井祐子、多田幸男、島田果枝、鈴木泰明、山田光一、松尾文人、山田博行、木村修、荒瀬寛樹、大館光信、速水悠乃、石田沙織、瀬木一将、小沢司、近藤克明、大櫃和行、泉田江里、橋本早苗、原島達也、新谷真康｜御木本伸介                                 | 的場刑事ゲスト。 |
| 429  | 8月21日        | OL暴行・3分間のミステリー!          | 宮下隼一   | 北本弘     | 橋爪淳｜竹内信明、武田みえ子、犬塚徳子、草野裕、仲塚康介、永井政春、山浦栄、佐々森勇二、舟久保信之、衣笠健二、佐藤美鈴、浮田真｜浜田晃、小園蓉子｜高原駿雄 | |
| 430  | 8月28日        | 昭和60年夏・ 老刑事 船村一平退職!   | 塙五郎     | 天野利彦   | 根岸季衣｜河原さぶ、津野哲郎、中島元｜岩城力也、河合絃司、篠原大作｜太地琴恵、小甲登枝恵、菊地太、伊藤昌一｜松下昌司、小山昌幸、徳田雅之、森田牧子｜林孝一、松村彦次郎｜内田稔 | |
| 431  | 9月4日         | 単身赴任・妻たちの犯罪パーティー!   | 佐藤五月   | 村山新治   | 中野誠也、風祭ゆき、藍とも子、俵一、井上三千男、磯村千花子、山本緑、小甲登枝恵、夏木章、八百原寿子、五野上力、鎌田功、山形政彦、斉藤奈保、石田哲也 | |
| 432  | 9月11日        | 美人ヘッドハンターの完全犯罪!       | 石松愛弘   | 松尾昭典   | 田中美佐子、一柳みる、山口嘉三、簗正昭、成田次穂、マーク・ルーズベルト、長谷部朋香、池上明治、井沢清秀、三上博子、三上勝司、猪野修、永野佐武郎 | |
| 433  | 9月18日        | モーニング・コールの証明!           | 押川国秋   | 宮越澄     | 河原崎次郎、佐野アツ子、北条清嗣、山口奈美、横山あきお、村上幹夫、水橋和夫、団巌、佐久間まち子、杉欣也、中村久光、中島安名、青木玲波、遠藤征慈、平野稔 | |
| 434  | 9月25日        | 悪女からのプレゼント!               | 矢島正雄   | 辻理       | 小林かおり、渡辺めぐみ、久遠利三、永谷悟一、山田光一、泉よし子、江原正士、渡辺るみ、牛山茂、岡田吉弘、村木勲、吉田照義、松本祐美、二階堂美由紀、新井小百合、吉永慶、井上高志｜高松英郎 | |
| 435  | 10月2日        | 特命課・吉野刑事の殉職!             | 竹山洋     | 三ツ村鐡治 | 美池真理子｜豊原功補｜梅原正樹、進藤幸、菊地太、大家博｜鎌田功、小沢司、金谷広志、近藤克明、若林立夫｜井上昭文｜高松英郎 | |